# Trigonachras papuensis
Trigonachras papuensis är en kinesträdsväxtart som beskrevs av P.W. Leenhouts. Trigonachras papuensis ingår i släktet Trigonachras och familjen kinesträdsväxter. Inga underarter finns listade i Catalogue of Life.